# USS Theodore Roosevelt (CVN-71)
USS Theodore Roosevelt (CVN-71) é um super-porta-aviões de propulsão nuclear norte-americano da classe Nimitz.
É o terceiro navio da Marinha dos Estados Unidos, que recebe o nome do vigésimo sexto presidente norte-americano Theodore Roosevelt.
Teve significativa atuação nas operações Tempestade no Deserto, Liberdade Duradoura e Determinação Inerente.

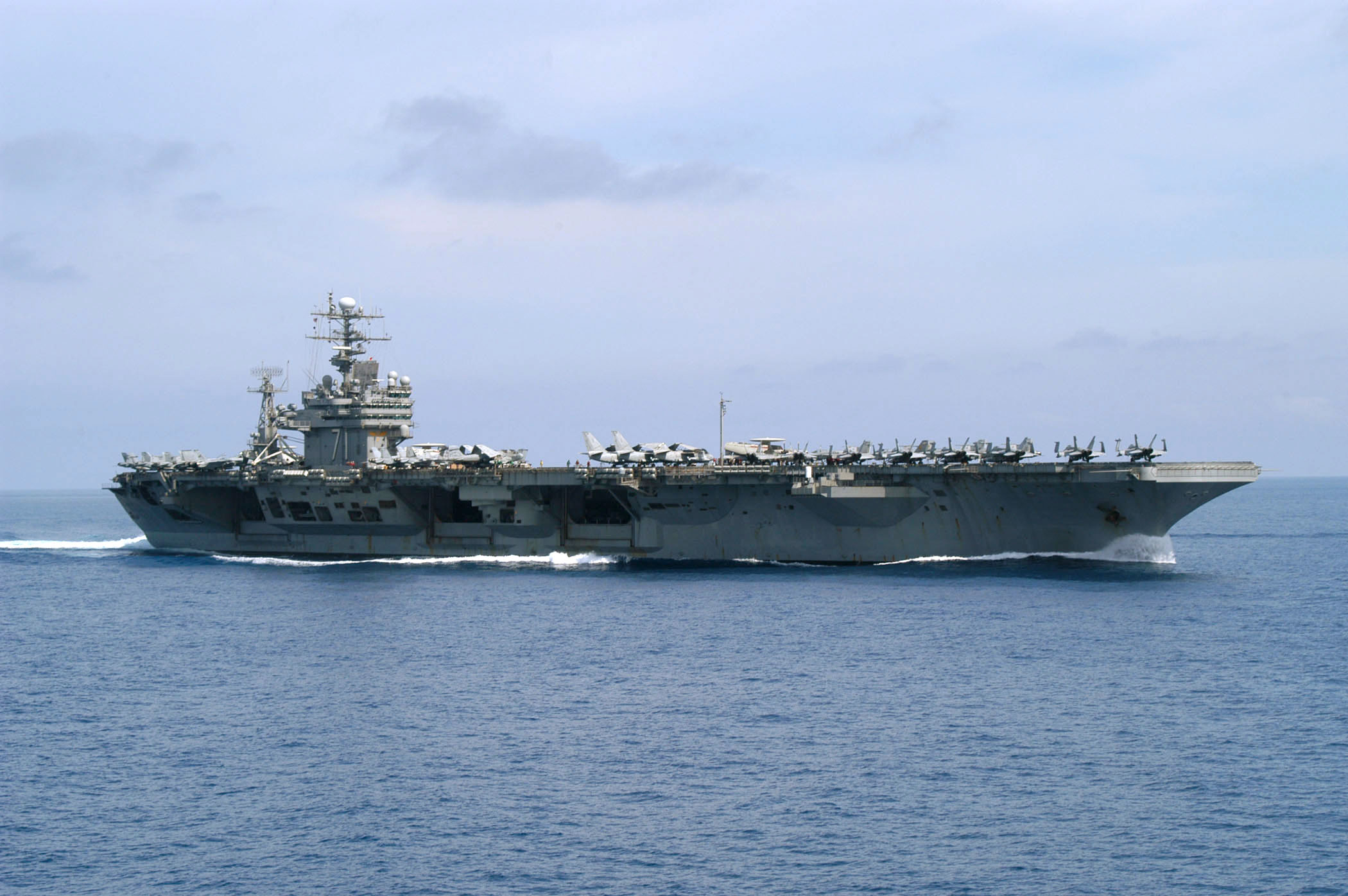
USS Theodore Roosevelt (CVN-71) (2006).
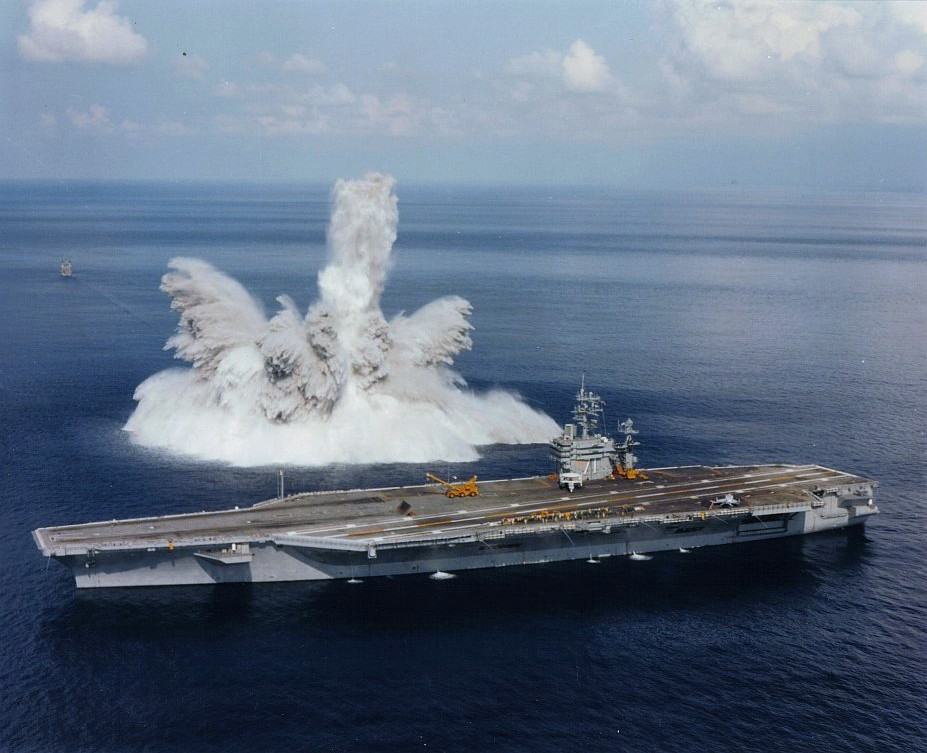
Teste de choque no USS Theodore Roosevelt, 1987.
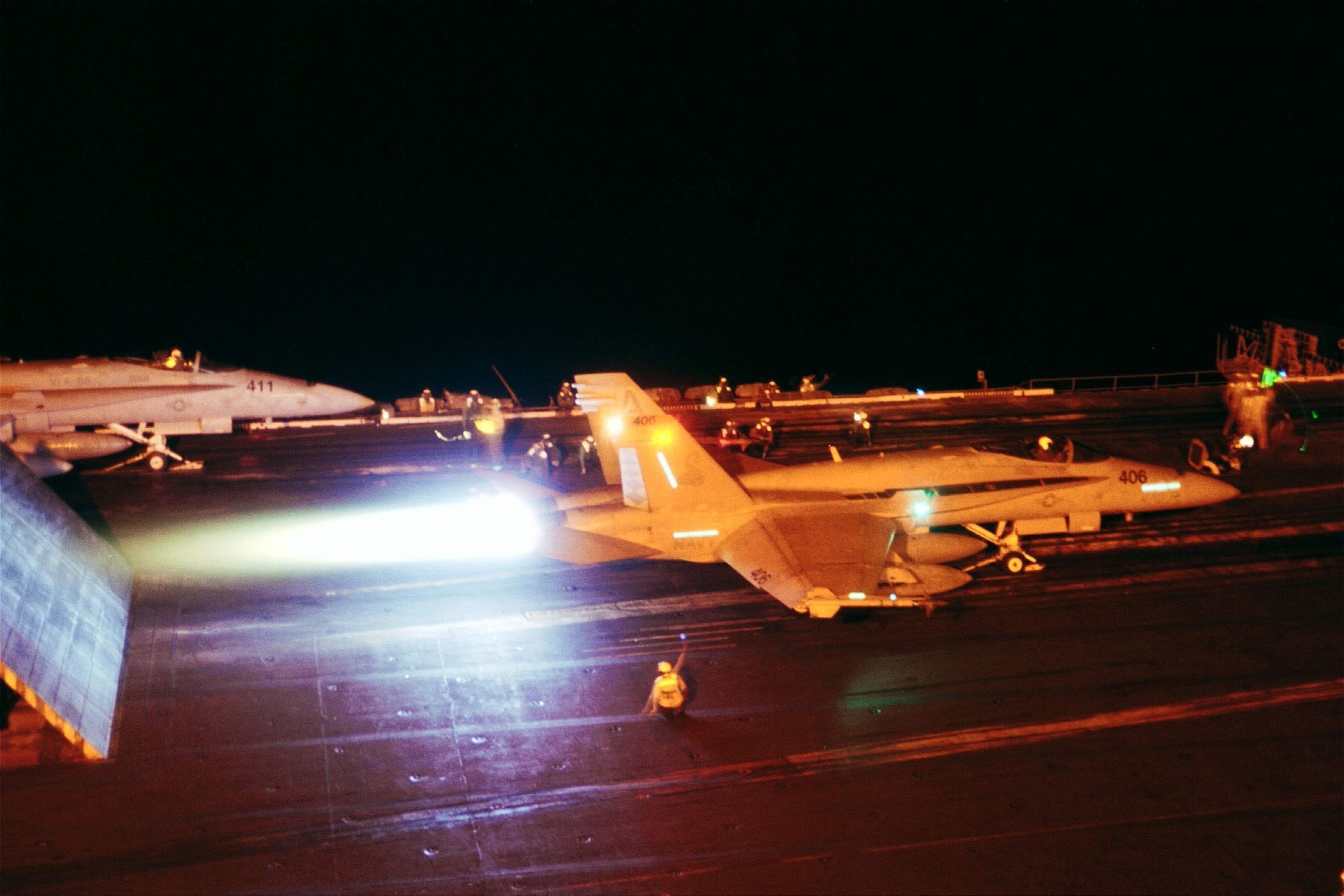
Um avião F/A-18 Hornet com pós combustores acionados preparando-se para decolagem do convés de voo do Theodore Roosevelt. 20 de outubro de 2001